# Zuidoost-Duits voetbalkampioenschap 1928/29
In 1928/29 werd het achttiende voetbalkampioenschap gespeeld dat georganiseerd werd door de Zuidoost-Duitse voetbalbond. Er mochten dit jaar ook vicekampioenen aantreden. De tweede deelnemer voor Midden-Silezië was niet de verliezende finalist. De vicekampioenen van de regionale competities speelden een aparte eindronde, waarvan de winnaar mocht deelnemen aan de eindronde. Dit werd waarschijnlijk gedaan omdat de clubs uit Breslau beduidend sterker waren dan die van de omgeving en zij meer een plaats verdienden in de eindronde dan de Midden-Silezische vicekampioen.
De tien clubs in de eindronde speelden tegen elkaar. De vijf winnaars gingen naar de winnaarsgroep waarvan de kampioen zich plaatste voor de eindronde om de Duitse landstitel. De tweede speelde nog een beslissende wedstrijd tegen de winnaar van de verliezersgroep.
Preußen Hindenburg werd kampioen en plaatste zich voor de nationale eindronde. De club verloor in de eerste ronde van Hertha BSC. Breslauer SC 08 plaatste na winst tegen Görlitz ook en versloeg VfB Königsberg en Bayern München alvorens in de halve finale te verliezen van SpVgg Fürth.

## Deelnemers aan de eindronde
| Club                     | Gekwalificeerd als             |
| ------------------------ | ------------------------------ |
| SV Preußen 1923 Glatz    | Kampioen van Bergland          |
| Breslauer SC 08          | Kampioen van Midden-Silezië    |
| Cottbuser FV 1898        | Kampioen van Neder-Lausitz     |
| VfB Liegnitz             | Kampioen van Neder-Silezië     |
| Saganer SV               | Kampioen van Opper-Lausitz     |
| Beuthener SuSV 09        | Kampioen van Opper-Silezië     |
| Breslauer SpVgg Komet 05 | Winnaar Midden-Silezië         |
| FC Viktoria Forst        | Vicekampioen van Neder-Lausitz |
| STC Görlitz              | Vicekampioen van Opper-Lausitz |
| SC Preußen Hindenburg    | Vicekampioen van Opper-Silezië |

## Eindronde

### Kwalificatie
|                 |                 |        |                       |         |
| 20 januari 1929 | Breslauer SC 08 | 12 - 0 | SV Preußen 1923 Glatz | Breslau |
| 20 januari 1929 |                 |        |                       | Breslau |

|                 |              |       |                   |          |
| 20 januari 1929 | VfB Liegnitz | 0 - 5 | Beuthener SuSV 09 | Liegnitz |
| 20 januari 1929 |              |       |                   | Liegnitz |

|                 |                   |       |            |         |
| 20 januari 1929 | Cottbuser FV 1898 | 4 - 2 | Saganer SV | Cottbus |
| 20 januari 1929 |                   |       |            | Cottbus |

|                 |             |       |                   |         |
| 20 januari 1929 | STC Görlitz | 1 - 4 | FC Viktoria Forst | Görlitz |
| 20 januari 1929 |             |       |                   | Görlitz |

|                 |                          |       |                       |         |
| 20 januari 1929 | Breslauer SpVgg Komet 05 | 3 - 7 | SC Preußen Hindenburg | Breslau |
| 20 januari 1929 |                          |       |                       | Breslau |

### Winnaarsgroep
| Plaats | Club                  | Wed. | W | G | V | Saldo | Ptn. |
| ------ | --------------------- | ---- | - | - | - | ----- | ---- |
| 1.     | SC Preußen Hindenburg | 8    | 5 | 1 | 2 | 21:15 | 11:5 |
| 2.     | Breslauer SC 08       | 8    | 5 | 0 | 3 | 24:15 | 10:6 |
| 3.     | FC Viktoria Forst     | 8    | 4 | 1 | 3 | 20:16 | 9:7  |
| 4.     | Beuthener SuSV 09     | 7    | 2 | 2 | 3 | 17:20 | 6:8  |
| 5.     | Cottbuser FV 1898     | 7    | 3 | 1 | 3 | 11:27 | 2:12 |

|  | Kampioen, geplaatst voor de nationale eindronde |
|  | Play-off tweede ticket nationale eindronde      |

### Verliezersgroep
| Plaats | Club                     | Wed. | W | G | V | Saldo | Ptn. |
| ------ | ------------------------ | ---- | - | - | - | ----- | ---- |
| 1.     | STC Görlitz              | 8    | 6 | 1 | 1 | 33:15 | 13:3 |
| 2.     | Breslauer SpVgg Komet 05 | 8    | 5 | 1 | 2 | 26:16 | 11:5 |
| 3.     | VfB Liegnitz             | 7    | 3 | 1 | 3 | 25:25 | 7:9  |
| 4.     | Saganer SV               | 8    | 2 | 1 | 5 | 17:27 | 5:11 |
| 5.     | SV Preußen 1923 Glatz    | 7    | 0 | 2 | 5 | 8:26  | 2:12 |

|  | Play-off tweede ticket nationale eindronde |

### Tweede ticket Duitse eindronde
Heen
|             |             |       |                 |         |
| 20 mei 1929 | STC Görlitz | 3 - 2 | Breslauer SC 08 | Görlitz |
| 20 mei 1929 |             |       |                 | Görlitz |

Terug
|             |                 |       |             |         |
| 25 mei 1929 | Breslauer SC 08 | 9 - 2 | STC Görlitz | Breslau |
| 25 mei 1929 |                 |       |             | Breslau |

Beslissende wedstrijd
|             |                 |       |             |         |
| 26 mei 1929 | Breslauer SC 08 | 6 - 1 | STC Görlitz | Breslau |
| 26 mei 1929 |                 |       |             | Breslau |